# Easy on Me
〈Easy on Me〉(이지 온 미)는 영국의 가수 아델의 노래이다. 세 번째 정규 앨범 《30》의 리드 싱글이다. 빌보드 핫 100 1위와 영국 싱글 차트 1위를 한 곡이다.
2022년 브릿 어워드 올해의 노래 수상곡이다. 제65회 그래미상(2023년) 올해의 레코드상·노래상 후보곡이었고, 팝 솔로 퍼포먼스 상을 받았다.

## 인증
| 국가                                                             | 인증     | 판매량/출하량 |
| ---------------------------------------------------------------- | -------- | ------------- |
| 오스트레일리아 (ARIA)                                            | 플래티넘 | 70,000        |
| 이탈리아 (FIMI)                                                  | 골드     | 35,000        |
| 뉴질랜드 (RMNZ)                                                  | 골드     | 15,000        |
| 스페인 (PROMUSICAE)                                              | 골드     | 20,000        |
| 영국 (BPI)                                                       | 플래티넘 | 600,000       |
| 미국 (RIAA)                                                      | 플래티넘 | 1,000,000     |
| Streaming                                                        |          |               |
| 스웨덴 (GLF)                                                     | 골드     | 4,000,000     |
| 판매량+스트리밍을 기반으로 한 인증 · 스트리밍을 기반으로 한 인증 |          |               |

## 같이 보기
- 2021년 빌보드 핫 100 차트 1위 목록